# Van Schinne

Van Schinne is een uit Middelburg afkomstig geslacht waarvan leden sinds 1815 tot de Nederlandse adel behoren en dat in 1854 uitstierf.

## Geschiedenis
De stamreeks begint met Jacob van Schinne die chirurgijn was te Middelburg en daar tussen 1602 en 22 juli 1606 overleed. Zijn achterkleinzoon Isaäc van Schinne (1640-1686) werd onderkoopman bij de VOC, secunde op Deshima, koopman, opperkoopman en opperhoofd aldaar. Nazaten waren ook betrokken bij de VOC en bij het stadsbestuur van Rotterdam. Een nazaat werd bij Koninklijk Besluit van 16 september 1815 verheven in de Nederlandse adel; met zijn dochter stierf het adellijke geslacht in 1854 uit.

## Enkele telgen
- Isaäc van Schinne (1640-1686), onderkoopman bij de VOC, secunde op Deshima, koopman, opperkoopman en opperhoofd aldaar
- Mr. Isaäc van Schinne (1668-1737), schepen van Rotterdam, hoofdparticipant VOC
  - Mr. Isaäc van Schinne (1693-1744), onderkoopman bij de VOC, schepen van Batavia, president Raad van Indië, schepen van Rotterdam
    - Mr. Isaäc van Schinne (1721-1779), poorter van Rotterdam, secretaris van stadhouder Willem V
      - Jhr. mr. Isaäc van Schinne (1759-1831), vroedschap van Rotterdam, lid raad en maire van 's-Gravenhage, lid ridderschap en provinciale staten van Holland
        - Jkvr. Jacoba Theodora van Schinne (1791-1854), laatste telg van het geslacht; trouwde in 1819 met Hendrik baron de Gijselaar (1789-1848), lid van de raad van 's-Gravanhage en lid van de familie De Gijselaar

      - Magdalena Antoinetta van Schinne (1762-1840), dagboekschrijfster